# وارد فارنزورث
وارد فارنزورث (بالإنجليزية: Ward Farnsworth)‏ هو كاتب أمريكي، ولد في 1967 في إيفانستون في الولايات المتحدة.